# Adjátok vissza a hegyeimet!
Az Adjátok vissza a hegyeimet! Wass Albert 1949-ben írt regénye, mely A Nagy Könyv szavazásán a 14. legnépszerűbb magyar regénynek bizonyult.
Koltay Gábor azonos címen 2007-ben készített dokumentumfilmet a szerző életéről.
A regényt németül 1949-ben Gebt mir meine Berge wieder címmel, spanyolul 1953-ban Devolvedme mis montañas címmel, angolul 1970-ben Give me back my mountains! címmel adták ki. 2012-ben jelent meg rovásos kiadásban.